# Monitor (zvuková technika)

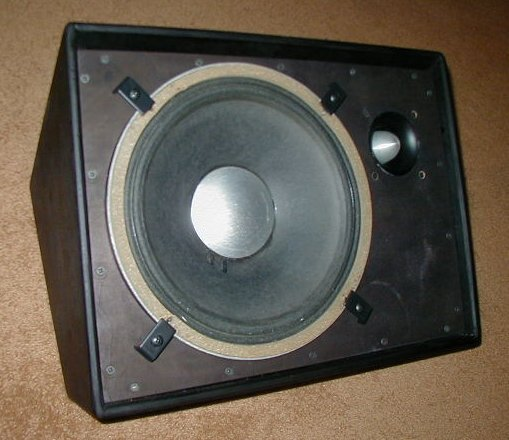
Podlahový monitor JBL s 12palcovým wooferem a výškovým reproduktorem 2402

Pojmem monitor ve zvukové technice se označuje reproduktorová soustava pro kontrolní poslech při nahrávání ve studiu nebo odposlechová reprosoustava při živém hudebním vystoupení.

## Nahrávací studio
Nejdůležitějším požadavkem na studiové reprosoustavy je co nejvěrnější reprodukce zvuku. Reprosoustava nesmí tedy nijak ovlivňovat zvukový signál v žádném aspektu, jako např. frekvenční či směrová charakteristika, což bývá časté u domácích (zvláště levnějších) reprosoustav, kde někteří uživatelé to považuji dokonce za žádoucí.
Nejčastěji se používají aktivní reprosoustavy (mají zabudovaný zesilovač). Pro splnění požadavku na co nejpreciznější přednes se pracuje s výkony řádově vyššími, než je obvyklé pro běžný poslech v podobně velké místnosti.

## Odposlech
Při živém hudebním vystoupení se v závislosti na druhu hudby a dalších podmínkách používají odposlechové reprosoustavy pro hudebníky, většinou individuálně nastavitelné (pomocí mixážního pultu).
Hudebník hrající či zpívající ve skupině potřebuje dobře slyšet ostatní členy (nebo alespoň některé) a sám sebe, aby mohl podat co nejkvalitnější výkon. U žánrů používajících elektronické či elektrofonické hudební nástroje, respektive u žánrů pracujících s vyšší hlasitostí bývá obvyklé, že daná hlasitost ve spojení s akustikou prostoru způsobuje hluk (zvukový chaos), tedy není dobře rozumět konkrétním aspektům hry jako melodie, harmonie, rytmus atp. Odposlechová reprosoustava umístěná v bezprostřední blízkosti interpreta a otočena na něj je v takovém prostředí vnímaná jako zvukově konkrétnější.
Nevýhodou je další zvyšování hluku na pódiu, proto neplatí „čím víc, tím líp“. Obecně platí, že zkušenější hudebníci si dokáží lépe nastavit poměry a množství jednotlivých zvuků ve svém odposlechu.
Další nevýhodou je riziko vzniku nežádoucí zpětné vazby, kdy mikrofon umístěný blízko odposlechu z něj snímá reprodukovaný zvuk a ten (následně zesílen) je znova dokola reprodukován (ozývá se intenzivní pískání). Toto riziko se zvětšuje úměrně nastavené hlasitosti odposlechu. Významný vliv má také kvalita použitých mikrofonů a reprosoustav, kdy obecně platí, že u dražších zařízení se tomu snaží výrobce bránit konstrukčními vlastnostmi.

### In-ear monitoring
Někdy je odposlechová reprosoustava nahrazena sluchátkem, díky čemu odpadá mnoho problémů. Především se dále nezvyšuje hluk na pódiu a nehrozí zpětná vazba. Často bývá takový systém doplněn o bezdrátový přenos.